# Лабесьер-Кандей
Лабесье́р-Канде́й (фр. Labessière-Candeil, окс. La Becièira de Candelh) — коммуна во Франции, находится в регионе Юг — Пиренеи. Департамент — Тарн. Входит в состав кантона Дё-Рив. Округ коммуны — Альби.
Код INSEE коммуны — 81117.

## География

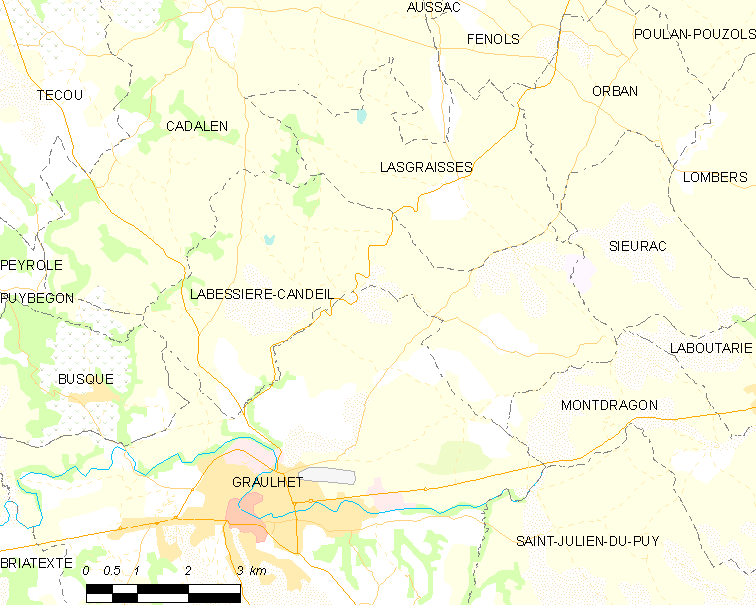
Карта коммуны

Коммуна расположена приблизительно в 570 км к югу от Парижа, в 55 км северо-восточнее Тулузы, в 19 км к юго-западу от Альби.

## Климат
Климат умеренно-океанический. Зима мягкая и дождливая, лето жаркое с частыми грозами. Ветры довольно редки.

## Население
Население коммуны на 2010 год составляло 732 человека.
| 1962 | 1968 | 1975 | 1982 | 1990 | 1999 | 2010 |
| ---- | ---- | ---- | ---- | ---- | ---- | ---- |
| 531  | 594  | 553  | 692  | 736  | 674  | 732  |

## Экономика
В 2007 году среди 488 человек в трудоспособном возрасте (15—64 лет) 349 были экономически активными, 139 — неактивными (показатель активности — 71,5 %, в 1999 году было 71,8 %). Из 349 активных работали 303 человека (172 мужчины и 131 женщина), безработных было 46 (19 мужчин и 27 женщин). Среди 139 неактивных 38 человек были учениками или студентами, 62 — пенсионерами, 39 были неактивными по другим причинам.